# Reihen
Reihen ist ein Dorf im Süden des Rhein-Neckar-Kreises in Baden-Württemberg, das seit dem 1. Juli 1972 zu Sinsheim gehört.

## Geschichte
Der Ort wurde erstmals 858 als Rien im Lorscher Codex anlässlich eines Grundstückstauschs erwähnt. Auf dem Hühnerberg befand sich vermutlich die heute nicht mehr vorhandene Burg (Burg Reihen) eines frühen Ortsadels. Im 14. Jahrhundert war Reihen Reichsdorf.
1188 wird ein burgus Rine in einem Vertrag zwischen Kaiser Friedrich I. Barbarossa und König Alfons VIII. von Kastilien, in dem die Ehe zwischen Friedrichs Sohn Konrad und Alfons Tochter Berengaria vereinbart wurde, erwähnt. Dieser befestigte Ort, der in Reihen vermutet wird, gehörte mit weiteren 29 staufischen Gütern zur Morgengabe der Braut. Allerdings wurde diese Ehe niemals in die Praxis umgesetzt.
Im 15. Jahrhundert hatten die Herren von Neipperg und die Herren von Venningen Besitz im Ort. Vom einstigen Herrensitz ist nichts erhalten, lediglich das Gewann Schlossäcker kündet noch vom Vorhandensein eines Schlosses. Über Pfalz-Mosbach und das Stift Sinsheim kam der 1332 Rihen und 1741 Reyheim genannte Ort bis 1628 überwiegend an die Kurpfalz, wobei ein Viertel des Ortes weiterhin im Besitz der Venninger blieb. 1803 kam der kurpfälzische Teil zum Fürstentum Leiningen und der Venningensche Teil zum Kraichgauer Adeligen Damenstift. 1806 kamen beide Teile zu Baden.
Insbesondere die Napoleonischen Kriege um 1800 sowie die Ablösung des Zehnten führten zu großen und jahrzehntelangen finanziellen Belastungen zu Beginn des 19. Jahrhunderts, so dass zahlreiche Bürger der vorherrschenden Armut durch Auswanderung zu entfliehen suchten. Ab der zweiten Hälfte des 19. Jahrhunderts brachte die Ansiedlung von Zigarrenfabriken, einer Ziegelei und eines Kalkwerks einen bescheidenen Aufschwung. 1939 wurden 1081 Einwohner gezählt, Ende 1945 waren es 1245. Nach dem Ende des Zweiten Weltkrieges hatte der Ort rund 500 Vertriebene aus den Ostgebieten einzugliedern.
Am 1. Juli 1972 wurde Reihen in die Stadt Sinsheim eingegliedert.

## Wappen
Das Wappen von Reihen zeigt  auf einem grünen Dreiberg einen Lindenbaum mit schwarzem Stamm und doppelter Blätterkrone. Die Wappengestaltung geht auf ein altes Siegel von 1769 zurück.
Die Blasonierung lautet: In Silber auf grünem Dreiberg ein Laubbaum mit schwarzem Stamm und doppelter grüner Blätterkrone, die obere kleiner.

## Sehenswürdigkeiten

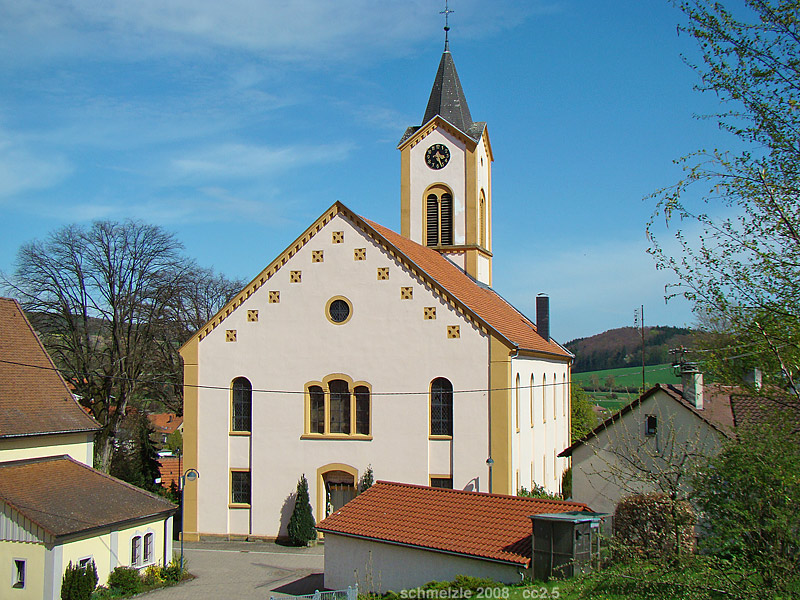
Evangelische Pfarrkirche

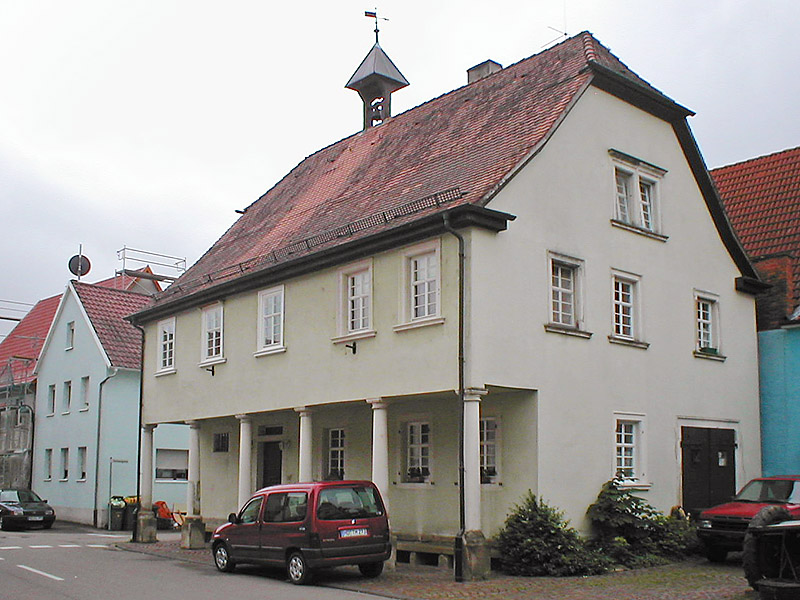
Altes Wachhaus

- Die Evangelische Kirche befindet sich auf einer Anhöhe im Ort an der Stelle der ursprünglichen Pfarrkirche des Ortes. Eine alte Marienkirche wurde 1521 durch einen gotischen Neubau und 1842 durch das heutige Gebäude nach Plänen von Christoph Arnold ersetzt.
- Die katholische Kirche Mariä Geburt neben der evangelischen Kirche weist an einer ihrer Türen die Jahreszahl 1764 auf.
- Unterhalb des Kirchbergs befinden sich die ehemalige katholische Schule mit markanten kreuzförmigen Fenstern im Untergeschoss sowie die 1852 erbaute ehemalige evangelische Schule, die bis Januar 2015 als Verwaltungsstelle genutzt wurde. Die Neue Verwaltungsstelle befindet sich im ehemaligen Kindergarten, der nach einem Brand zu dieser umgebaut wurde.
- Das alte Wachhaus mit dem markanten Säulengang war zeitweise auch Rathaus des Ortes.[6]
- Das Gasthaus Zum Löwen wurde 1728 errichtet und hat ein schmuckvolles Eingangsportal, das möglicherweise noch vom abgerissenen Schloss des Ortes stammt.
- Im Ort gibt es zahlreiche historische Anwesen, darunter Fachwerkhäuser, Wohnhäuser mit barocken Portalen aus dem 18. Jahrhundert und die alte Kelter.

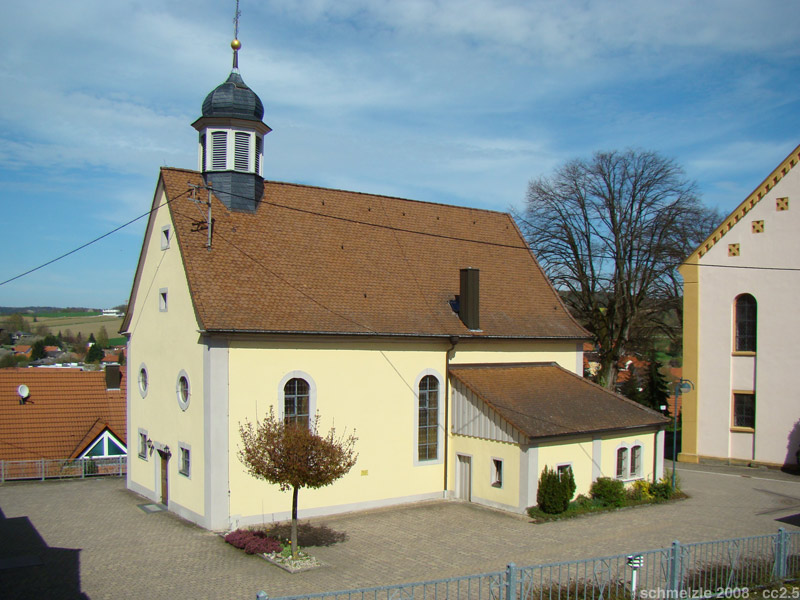
Kath. Kirche Mariä Geburt
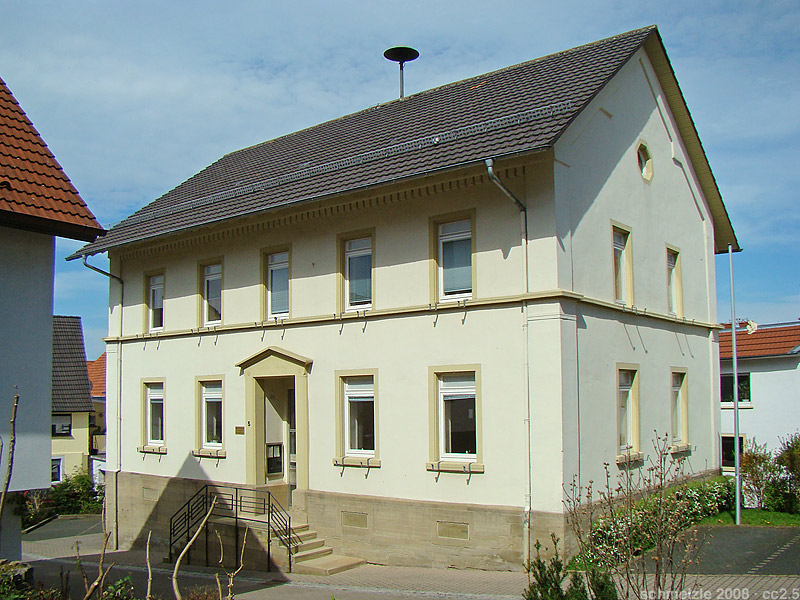
Ehemaliges evangelisches Schulhaus
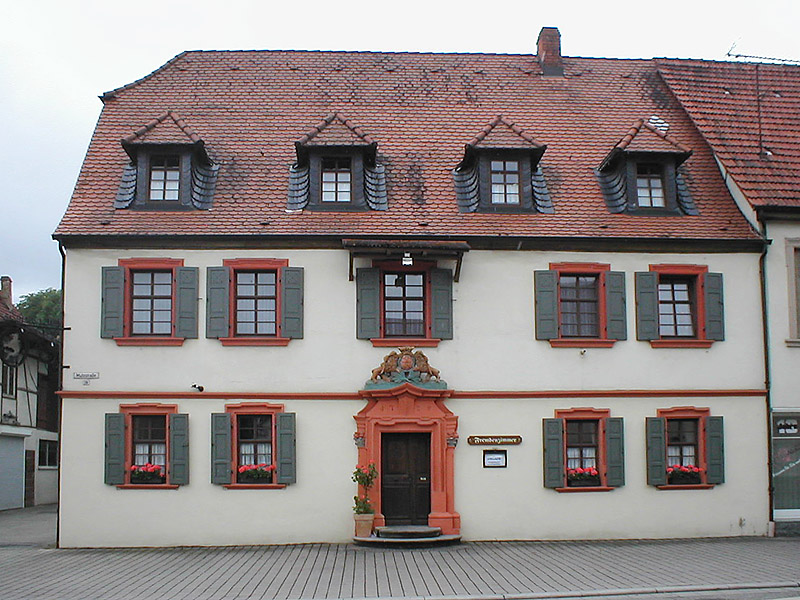
Gasthaus Zum Löwen

- Die Ziegelei wurde in ihrer heutigen Form im Jahr 1900 erbaut. Das Hauptgebäude hat eine Abmessung von rund 50 m × 60 m sowie einen über 50 Meter hohen Kamin. Die Elsenzgauer Ziegel- und Kalkwerke Goos & Doll erhielten beim Bau der Elsenztalbahn einen eigenen Gleisanschluss und hatten bis zu 65 Arbeiter. Der Betrieb endete 1968, seitdem dient das Anwesen verschiedenen Zwecken.
- Außerhalb des Ortes in Richtung Steinsfurt liegt die historische Kellersche Mühle. Die Mahlmühle des Anwesens ist noch funktionstüchtig erhalten.

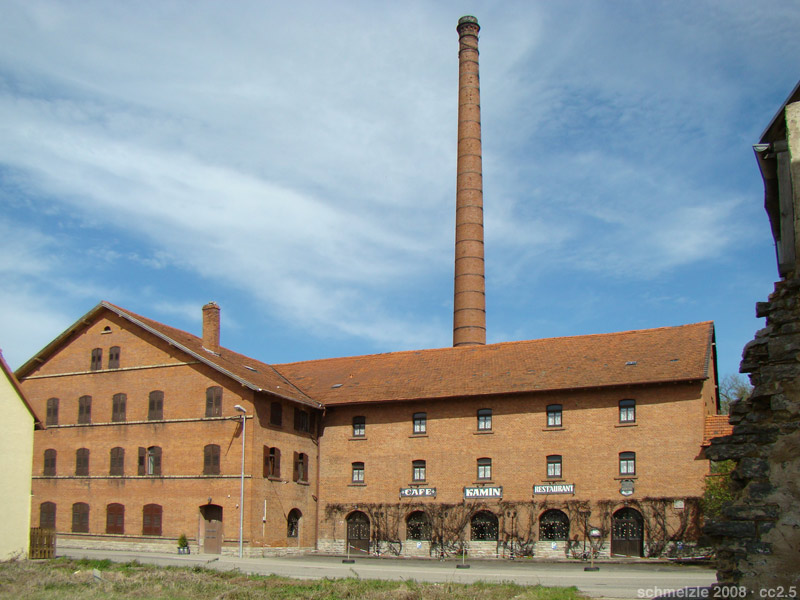
Alte Ziegelei
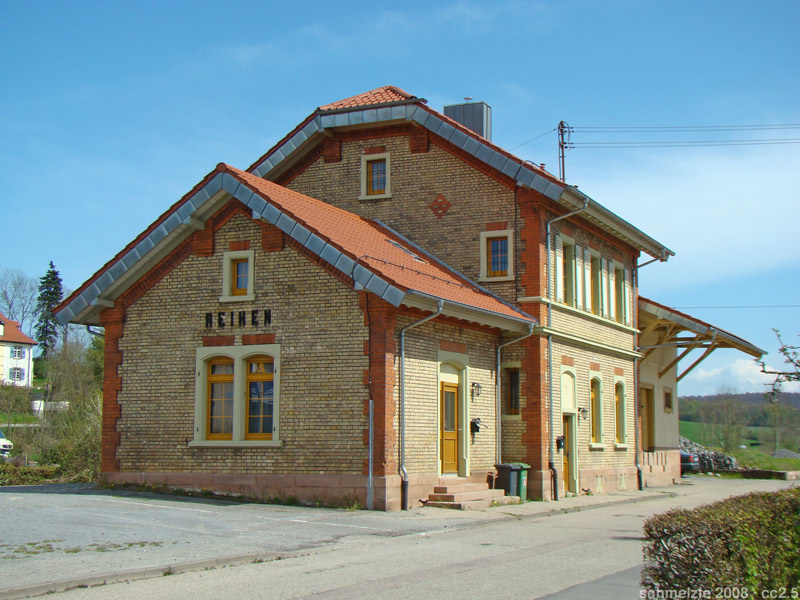
Alter Bahnhof
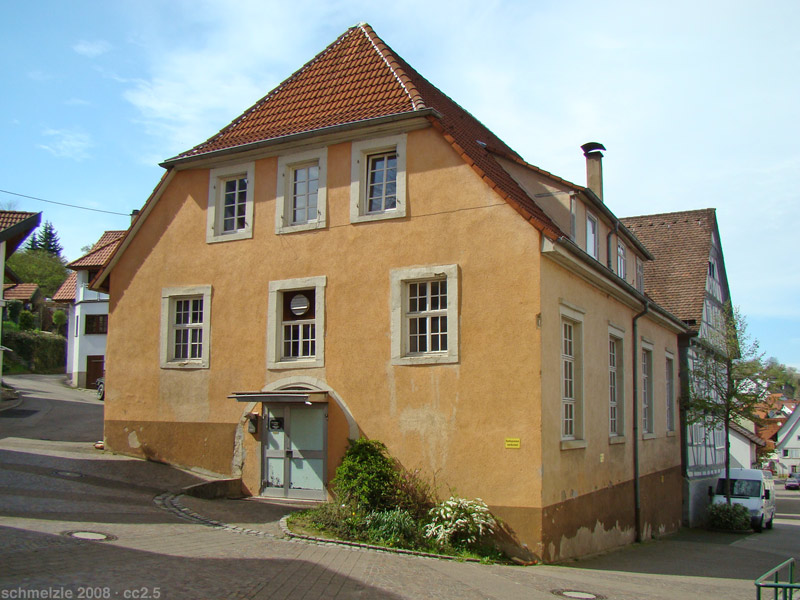
Alte Kelter

Im Oberen Renngrund (Gewerbegebiet) steht seit April 2009 der Rohbau eines Krematoriums. Die Anlage war nach Betreiberangaben als modernstes Krematorium der Welt geplant, indem es den Ort mit ca. 330 kW thermischer Leistung(Abwärme) versorgt hätte, sollte im Jahr 2010 in Betrieb gehen und jährlich mehr als 8.000 Verstorbene einäschern. Nach Anwohnerklagen wurde der Bau jedoch im Jahr 2009 eingestellt. Eine Klage gegen die Aufhebung der Baugenehmigung wurde am 4. Mai 2011 vom Verwaltungsgericht Karlsruhe abgewiesen, im August 2013 wurde dann auch die Baugenehmigung aufgehoben.

## Verkehr
Reihen besitzt einen Haltepunkt an der Bahnstrecke Steinsfurt–Eppingen. Hier verkehren Züge der S-Bahn RheinNeckar der Relation Heidelberg – Sinsheim – Eppingen.

## Persönlichkeiten
- Johann Peter Wilckens (* 1776 in Reihen; † 1857 in Heidelberg), Amtmann in Baden
- Johannes Rupp (* 1864 in Reihen; † 1943 ebenda), Bürgermeister und Reichstagsabgeordneter
- August Karolus (* 1893 in Reihen; † 1972 in Zollikon bei Zürich), deutscher Physiker und Pionier auf dem Gebiet der Fernsehtechnik
- Friedrich Bernhard (* 1897 in Reihen; † 1949 in Gießen), Mediziner, Hochschullehrer für Chirurgie
- Emil Rupp, (* 1. Juli 1898 in Reihen; † 10. April 1979 in Leipzig) deutscher Physiker
- Johannes Rupp (* 1903 in Reihen; † 1978 in Wuppertal-Elberfeld), Politiker (NSDAP)